# Augustin-Hélie-Charles de Talleyrand-Périgord
Augustin-Hélie-Charles de Talleyrand-Périgord, duc de Périgord et prince de Chalais, né le 8 janvier 1788 à Paris et décédé le 8 juin 1879 à Paris, est un général et homme politique français.

## Biographie
Marié (23 juin 1807) à Appoline Marie Nicolette de Choiseul. Sous-lieutenant de hussards en 1809, il fait les campagnes de 1809 à 1814 et parvient au grade de chef d'escadron. Il devient colonel sous la Deuxième Restauration puis maréchal de camp en 1818
Il est admis à siéger à la Chambre des pairs en 1829, en remplacement de son père Hélie-Charles de Talleyrand-Périgord. Il refuse de prêter serment à la Monarchie de Juillet.

## Sources
- « Augustin-Hélie-Charles de Talleyrand-Périgord », dans Adolphe Robert et Gaston Cougny, Dictionnaire des parlementaires français, Edgar Bourloton, 1889-1891 [détail de l’édition]

1. ↑  « https://francearchives.fr/fr/file/ad46ac22be9df6a4d1dae40326de46d8a5cbd19d/FRSHD_PUB_00000355.pdf »